# Guyana i olympiska sommarspelen 2004
Guyana i olympiska sommarspelen 2004 bestod av 4 idrottare som blivit uttagna av Guyanas olympiska kommitté.

## Friidrott
Damer
Bana, maraton och gång
| Idrottare      | Gren      | Heat     | Heat      | Kvartsfinal | Kvartsfinal | Semifinal | Semifinal | Final            | Final            |
| Idrottare      | Gren      | Resultat | Placering | Resultat    | Placering   | Resultat  | Placering | Resultat         | Placering        |
| -------------- | --------- | -------- | --------- | ----------- | ----------- | --------- | --------- | ---------------- | ---------------- |
| Aliann Pompey  | 400 meter | 51.33    | 4 q       | i.u.        | i.u.        | 51.61     | 5         | Gick inte vidare | Gick inte vidare |
| Marian Burnett | 800 meter | 2:02.12  | 4 q       | i.u.        | i.u.        | 2:02.21   | 7         | Gick inte vidare | Gick inte vidare |